# Ourapteryx costistrigaria
Ourapteryx costistrigaria là một loài bướm đêm trong họ Geometridae.